# Sedmikostelí
Les sept églises
Les Sept Églises (Sedmikostelí en tchèque) est le plus célèbre roman de Miloš Urban. Il s'agit d'une actualisation du roman gothique dans la Prague actuelle, tout à fait novateur dans la Littérature tchèque.

## Présentation
Le personnage principal est un ancien policier, passionné d'histoire médiévale. Dès le premier chapitre, il est témoin d'un meurtre dans une église. Il parvient tout de même à sauver la victime en prévenant à temps les secours.  Le lecteur apprend ensuite qu'une femme qu'il aurait dû protéger, a été retrouvée pendue. Peu de temps après, on découvre un nouveau cadavre devant le palais des Congrès.

## Les personnages
Les personnages principaux de l'histoire sont :
- Květoslav Švach, l'ancien policier.
- Gmünd, un noble issu d'une illustre famille tchèque, passionné par le Moyen Âge.
- Olejář, le commissaire.
- Raymond Prunslík, l'ami et associé de Gmünd.
- Rozeta, une policière liée à Gmünd.

## Cartographie de Prague
Le roman a la particularité de préciser les lieux où se déroule l'action. Dans la grande tradition du polar à la Dashiell Hammett, il invite donc le lecteur à suivre physiquement le parcours du héros.
 Miloš Urban décrit aussi bien le Prague actuel, comme l'institut de Hlavel dans la rue Albertov, que le Prague médiéval. En effet, les personnages principaux, passionnés d'histoire, voient dans le présent les traces du passé.
Le héros a une chambre dans le quartier de Prosek au nord de Prague dans une HLM. Il se promène le plus souvent dans Nové Město, un quartier du centre qui contient de nombreux bâtiments du Moyen Âge.
Sept églises ont une importance majeure dans le roman :
- Le couvent et l'église na Slovanech (Cloître d'Emmaüs)
- L'église Saint Štěpan
- L'église Saint Apolinář
- L'église Kateřina
- L'église de Saint Marie annonciatrice Na Slupí (Kostel Zvěstování Panny Marie Na slupi)
- L'église Sainte-Marie-et-Saint-Charlemagne (Karlov)
- La chapelle du Saint Corps (Kaple božího těla)

## Analyse et commentaire
Lors d'un dialogue, le personnage principal discute du roman Le Château d'Otrante  de Horace Walpole. Cette discussion sur le Roman gothique est également une réflexion sur le roman de Miloš Urban. Le personnage se demande d'ailleurs si Horace Walpole écrirait aujourd'hui sur la Prague moderne ou bien celle de Rodolphe II.